# Antoine de Rome

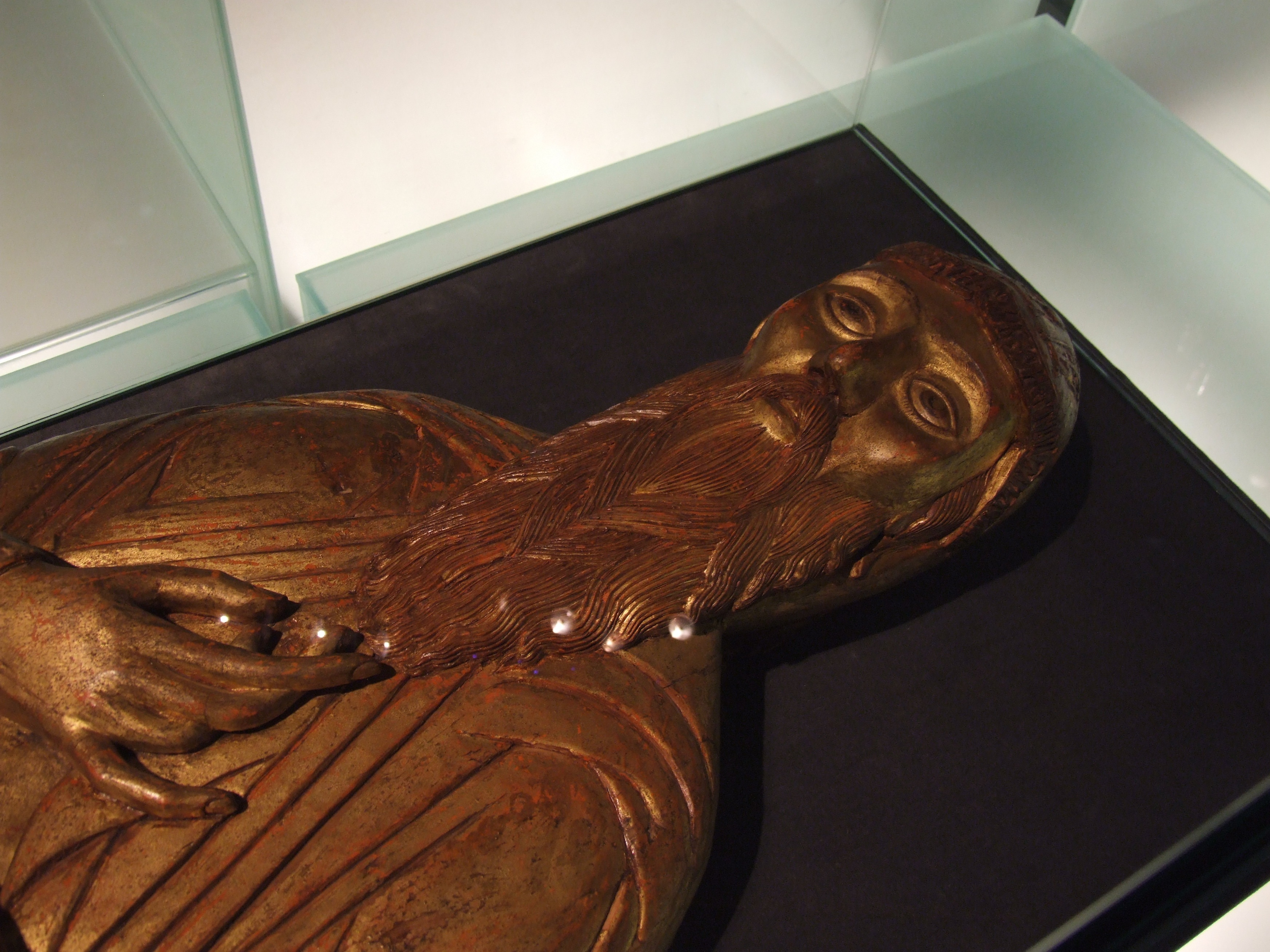
Statue d'un reliquaire de saint Antoine de Rome, du XVIe siècle ou XVIIe siècle siècle. Musée Russe de Saint-Pétersbourg.

Saint Antoine de Rome ou Antoine le Romain (russe : Антоний Римлянин) est un saint, vénéré chez les orthodoxes, connu pour avoir fondé le monastère Antoniev de Novgorod.

## Biographie
L'hagiographie  de saint Antoine de Rome n'est connue qu'à partir de la seconde moitié du XVIe siècle. Les seules sources sur ce saint seraient russes[réf. nécessaire]. 
Elle indique d'Antoine est natif de Rome et qu'il y est moine selon le rite oriental. Après l'interdiction du rite oriental à Rome, il quitte la Ville éternelle pour s'installer au bord de la mer, puis à Novgorod au bord de la Volkhov (selon la légende il y aurait été transporté sur une pierre alors qu'il priait pendant une tempête; la symbolique de la pierre renvoie évidemment à Tu es pierre et sur cette pierre je bâtirai mon Église de l'Évangile et la tempête à la scission entre chrétiens latins et orientaux). Il y rencontre saint Nikita de Novgorod, évêque de la ville, et obtient la permission d'y fonder un monastère, là où la pierre serait arrivée. Cette symbolique est à mettre en relation avec le roc sur lequel fonder la vie chrétienne.
L'église (catholikon) du monastère n'aurait pas été consacrée par Antoine en 1119, mais par l'higoumène du monastère en 1131-1132, au tout début de l'épiscopat de Niphonte de Novgorod. Antoine meurt en 1147 et est enterré au monastère.
Il est vénéré officiellement dans l'Église orthodoxe russe depuis 1597, et sa mémoire est fixée le 3 août (dans le calendrier julien).
D'après l'historien Strahl , il fut honoré à Rome, après sa mort. Si la chose se trouvait confirmée, elle contredirait la thèse de sa rupture avec l'unité romaine[réf. souhaitée].